# Grand Armorial équestre de la Toison d’or
Grand Armorial équestre de la Toison d'or, nazywany również Herbarzem Złotego Runa lub Rolą Marszałkowską – rękopis z XV wieku i jedno z ważniejszych zagranicznych źródeł polskiej heraldyki średniowiecznej. Obecnie własność Biblioteki Arsenału w Paryżu, niegdyś własność wybitnego bibliofila francuskiego, markiza Antoniego Rene Voyer de Paulmy, który od 1759 roku, do 21 czerwca 1763 roku, był ambasadorem francuskim w Polsce.
Herbarz został po raz pierwszy określony jako „Rola Marszałkowska z 1461 roku” przez Franciszka Piekosińskiego.

## Historia i zawartość
Autor tego herbarza był prawdopodobnie heroldem księcia burgundzkiego, Filipa III Dobrego (Złotego Runa) który stopniowo w czasie od 1429 do 1461 r. zebrał na 167 kartkach wizerunki barwne herbów szlachty europejskiej i jego rycerzy (rycerzy Złotego Runa). Niektóre źródła historyczne nie podają konkretnego nazwiska autora, podając go w niepewność, inne natomiast za autora uważają Jeana Le Fèvre de Saint-Remy (zm. 1468). 
Na podstawie danych od Mikołaja Lasockiego – ambasadora króla polskiego w Arras – Jean miał umieścić w herbarzu 53 polskie herby. Według ostatnich ustaleń Herbarz powstał w latach 1425-1466, zaś część dotyczącą Polski wykonano w latach 1434-1435.

Rękopis nie zawiera wyłącznie herbów polskich i nie jest pochodzenia polskiego. Folio 119 r° przedstawia króla polskiego w stroju turniejowym, folia 119 v°—121 r° tarcze z herbami szlachty polskiej, ułożone szeregiem. Herbarz ten, wydał w 1890 roku niejaki Loredan Larchey pod tytułem: Ancien armorial equestre de la Toison d’or et de l'Europe au XV siede. 

Polskie herby szlacheckie w folio 119 v°—121 r°
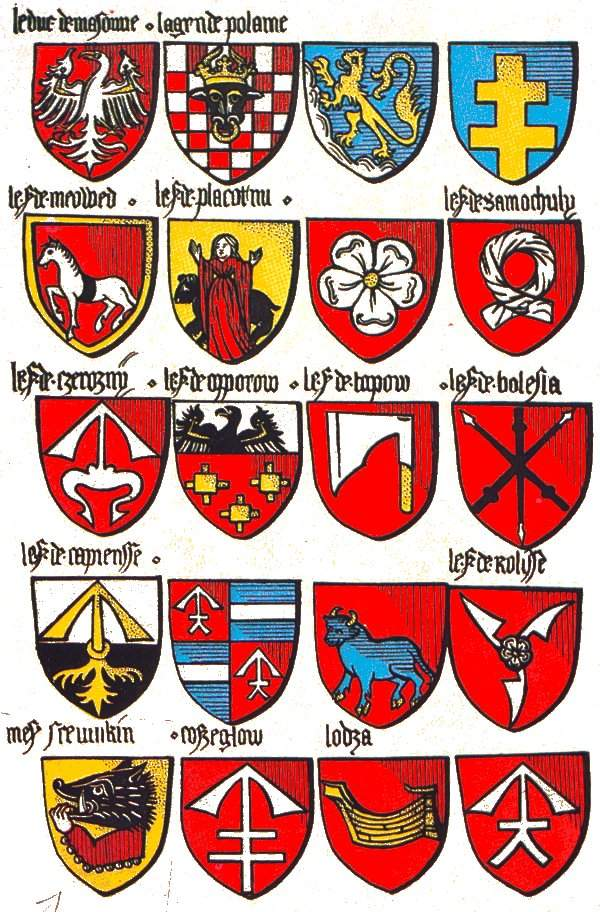
Folio 119 v°
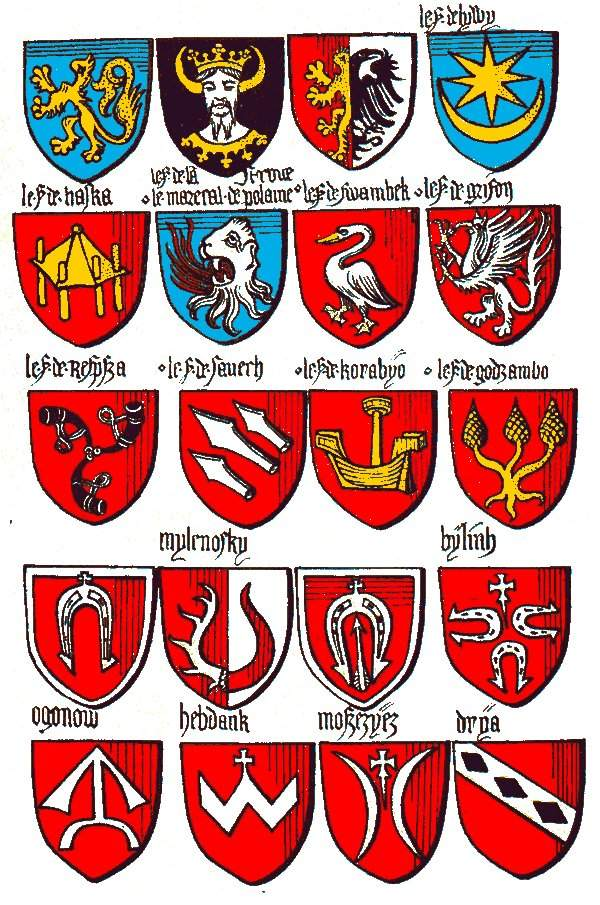
Folio 120 r°
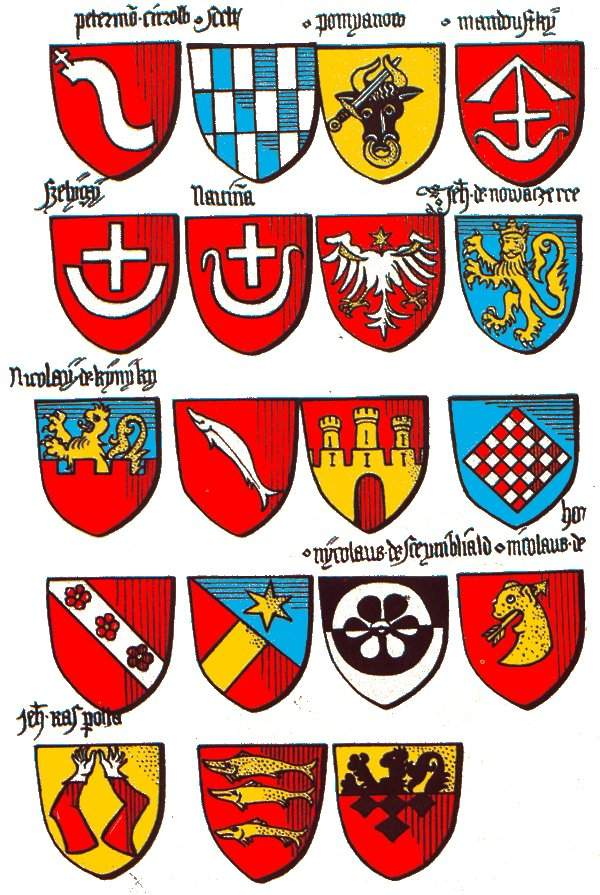
Folio 120 v°

Ponieważ herby polskie były wydawcy całkowicie obce, część, która ich dotyczyła odstąpił do opracowania baronowi Oskarowi de Watteville, który według Heleny Polaczkówny jak na cudzoziemca dał na heraldykę polską pogląd słuszny. Starał się zapoznać z herbarzem Jana Długosza, jednakże mimo to nie uniknął błędów. Przyjmując za średniowieczną nazwę techniczną herb (z niem. erben, heriter) dowiódł, że szlachta polska tworzyła herb czyli grupę lub klan, w której poszczególne rodziny wyróżniały się między sobą klejnotem przy tożsamości znaku rodowego w tarczy, a przy herbie Korczak za średniowiecznych reprezentantów tego rodu uważa Branickich.
Bardziej uderzającym błędem jest ten należący do wydawcy, Loredana Larchey. Autor herbarza, kładąc wizerunki herbów polskich, chciał je mieć w sposobie ciągłym wzdłuż grzbietem spojonych kartek rękopisu. Tymczasem ten naturalny i logiczny porządek został zerwany przez wydawcę, który każdą kartkę wydrukował jako odrębną dla siebie tablicę. W stanie obecnym przedruk wydawcy, a za nim Piekosińskiego w Heraldyce daje na tablicy pierwszej herb należący do księcia mazowieckiego, herby paru ziem polskich, po których następują herby szlacheckie. Tablicę drugą rozpoczyna ponownie dalsza seria herbów ziem polskich, za którymi idą szlacheckie. Tablice trzecia i czwarta zawierają wyłącznie herby szlacheckie.